# Прованс (песня)
«Прованс» — песня, написанная Егором Солодовниковым и записанная украинской певицей Ёлкой для её четвёртого студийного альбома «Точки расставлены» (2011). Спродюсированная Константином Меладзе и аранжированная Сергеем Грачёвым, композиция была выпущена как первый сингл с альбома 20 сентября 2010 года.
«Прованс» записан в жанре гитарной поп-музыки, с партией французской гармошки. Ёлка сама относила песню к жанру «популярной музыки» и говорила, что для неё «Прованс» — это песня об «ощущении внутренней свободы». По мнению журналистов, основной темой композиции стал собирательный образ зарубежных стран.
Песня была положительно оценена музыкальными критиками, которые называли её одним из главных поп-хитов 2011 года. Журнал Time Out внёс композицию в свой редакционный список «100 песен, изменивших нашу жизнь», составленный в декабре 2011 года. Борис Барабанов в газете «Коммерсантъ» назвал «Прованс» главным и «безусловным русскоязычным хитом номер один» в 2011 году. Подводя итоги 2011 года, интернет-издание Slon.ru назвало песню «Прованс» «главным русским хитом года». В декабре 2011 года, журнал «Афиша» включил композицию в список самых ярких и запомнившихся российских поп-хитов за последние 20 лет.
Песня получила популярность в начале 2011 года. Сингл возглавил чарты России и Украины. В общем радиочарте СНГ портала Tophit песня провела на первом месте семь недель подряд. «Прованс» вошёл в список самых скачиваемых цифровых треков в России за первую половину 2011 года, согласно данным компаний 2М и Lenta.ru. Композиция была также номинирована на премию Муз-ТВ 2011 года, в категориях «Лучшая песня» и «Лучшее видео», получила награду премии RU.TV в категории «Лучшая песня» и награду «Золотой граммофон».
Видеоклип на песню, снятый Сергеем Ткаченко в селе Шпитьки, под Киевом, стал одним из самых просматриваемых русскоязычных клипов на YouTube, с более чем восемью миллионами просмотров. Видео было помещено на первую строчку в списке «20 поп-клипов года», составленном Алексеем Мажаевым для «Звуков.ру».

## Предыстория и релиз
Егор вложил в текст и музыку песни «Прованс» всю свою душу. Не знаю, думал ли он в тот момент, кто её будет исполнять, но песня идеальна для меня. Я ещё раз убедилась, что на украинской земле живут самые талантливые музыканты, авторы и аранжировщики.
В 2010 году Ёлка стала работать по большей части на Украине, где стала судьёй в телевизионном шоу «Х-Фактор». В этот период и была записана песня. На сайте Music.itop.net говорилось, что композиция была написана Егором Солодовниковым, молодым автором, а аранжировщиками песни стали Сергей Грачёв и Константин Меладзе. Последний также выступил в роли саунд-продюсера. Меладзе рассказывал в интервью, что поработать над песней его попросила сестра, Лиана Меладзе, которая стала одним из продюсеров Ёлки. «Я вот, например, скажем аранжировывал, сводил, записывал первую песню Ёлки „Прованс“, которая потом стала популярной, просто она меня попросила, я собственно говоря, этим занялся по-братски», — говорил музыкант. Запись песни проходила на студии Meladze Brothers Records. В прессе появлялись слухи, что песню на самом деле написал Меладзе, но решил скрыть это. В интервью Гуру Кену Ёлка опровергла эту информацию, сказав: «Какая глупость эти слухи! Константин помогал с аранжировкой, был ещё один аранжировщик. Дело в том, что у компании Velvet Music прекрасные отношения и с Валерием, и с Константином Меладзе. И у меня появилась возможность поработать с этими людьми, с которыми я раньше только мечтала работать».
Гитарные партии прописал известный украинский гитарист Михаил Баньковский. Егор Солодовников упоминал, что песня написана о его подруге, которая по интернету познакомилась с французом: «Ксении тогда было 19 лет… Переписывались они ежедневно. И в какой момент Ксюша поняла, что влюбилась в виртуального героя. Правда, так и не решилась на встречу…». Позже Егор говорил, что написал «Прованс» спонтанно, так как «оказало влияние много разных историй, фильм, книга, ночь, мороз…». В репертуар Ёлки композиция попала случайно, композитор просто отправил её исполнительнице по электронной почте. Ёлка позже уточняла, что демозапись песни попала к ней «заковыристым путём, через пятнадцатые руки», хотя она была раньше знакома с Егором, но, по её признаниям, просто не знала, что он написал такую песню. Сама певица так прокомментировала запись «Прованса»:

Я наконец-то решилась и записала светлую, шуточную и очень лёгкую песню! Надеюсь, что она поможет вам вернуться в только что закончившееся лето… Я буду очень рада, если эта песня поднимет вам настроение и лишний раз заставит вас улыбнуться.— Ёлка
На сайте NewsMusic.ru отмечалось, что данная песня стала первой в творчестве Ёлки, к которой не причастен её бывший продюсер Влад Валов, сотрудничество с которым закончилось после пяти лет работы. Релиз композиции на радио в России прошёл через портал Tophit 20 сентября 2010 года. Алёна Михайлова рассказывала, что когда песню впервые в России взяла в ротацию медиа-группа ВКПМ, «Прованс» уже стал популярным на Украине. Продюсеру понадобилось четыре месяца, чтобы уговорить программных директоров пустить композицию в эфир: «Четыре месяца я ходила по радиостанциям, убеждая всех своих даже друзей. Они мне верят. И Лиза была не просто новой артисткой, её знали, её любили, у неё был какой-то бэкграунд, но при этом четыре месяца понадобилось, чтобы первая радиостанция поставила эту песню». При этом на радиостанциях критиковали песню за «слишком интеллигентный текст» и считали, что в России это «никому неинтересно», а также один раз Алёне Михайловой говорили, что в припеве слишком много слов и отмечали, что «песня не очень». Когда песня стала популярной и выпускали в ротацию новый сингл «На большом воздушном шаре», ситуация повторилась: "мне говорили: «Нет, ну, вы нормально стартовали, у вас была нормальная песня „Прованс“. Неужели нельзя было вторую какую-нибудь такую, чтобы уж артист утвердился?»", — рассказывала продюсер.

## Музыка и текст песни
«Прованс» — это поп-композиция, записанная под гитарное сопровождение. В песне также присутствует партия французской гармошки. Юрий Сапрыкин в «Афише» писал, что несмотря на заявленную «лёгкость», композиция не создаёт такого ощущения. «Нисходящие минорные арпеджио, на которых построен припев, скорее задают тревожный тон; поскольку именно в этом фрагменте героиня чересчур пристально думает о пилоте — „чтоб хорошо взлетел и крайне удачно сел“, — кажется, что это вообще песня про аэрофобию». Согласно нотным листам, изданным на Melodyforever.ru, песня записана в среднем темпе в 100 ударов в минуту, в размере такта в 4/4. Основная гармоническая последовательность композиции, записанной в тональности ми-бемоль минор, состоит из аккордов: Ebm — Bbm — В — Abm — Bbm. Припев песни состоит из строчек: «А завтра в семь двадцать две я буду в Борисполе /Сидеть в самолёте и думать о пилоте, чтобы /Он хорошо взлетел и крайне удачно сел /Где-нибудь в Париже, а там ещё немного — и Прованс». Упомянутый в тексте Борисполь является международным аэропортом Киева. В куплетах песни рисуется картина «вожделенной провансальской благодати», со словами «бордовый горизонт, бордовое вино в бокале», которые Ёлка поёт с отчаянием в голосе, из-за чего создаётся впечатление, что мечты героини песни несбыточны.
Ну вот смотрите, «Прованс» — это попса? Да! Давайте по-честному, это попсовая песня. Она нравится детям и взрослым, она популярна, а «популярная песня» сокращённо как будет? Попса! Я откровенна сама с собой и отдаю себе отчёт в том, что это — попса. Но я выбрала её сама. Сознательно так захотела, потому что у меня такого ещё никогда не было.
Ёлка в интервью сайту Donbass.ua призналась, что понимает — песня получилась в рамках популярной музыки. По мнению журналистов, основной темой композиции стал собирательный образ зарубежных стран. В журнале Time Out отмечали, что раньше этой тематики касалась группа «Кар-мэн», но здесь страны «перестали быть просто мечтой». Юрий Сапрыкин писал, что «во Францию девушка летит не потому, что „пора валить“, — она не по этой части, ей хочется просто развлечься. У неё довольно смутные представления о том, куда она летит: ну да, там есть шато, а в них погреба; но в принципе, ей достаточно „уютного кафе с плетёной мебелью“». Сама исполнительница говорила в интервью «Новым Известиям», что для неё «Прованс» — это песня об «ощущении внутренней свободы». Ёлка объясняла, что люди зависят от многих вещей в своей жизни — от работы, от места жительства, от родных, — но важно в определённый момент почувствовать себя независимым. «…Даже просто придумать себе, что в любой момент можно поднять задницу и свалить куда хочешь. Потом, возможно, придётся вернуться к своим обстоятельствам, к своим условностям, но вот сейчас — могу!», — говорила артистка.

## Реакция критики
| Оценки критиков  | Оценки критиков |
| Источник         | Оценка          |
| ---------------- | --------------- |
| Gaudeamus        | (положительная) |
| KM.RU            | (положительная) |
| Starland.ru      | (положительная) |
| TimeOut          | (положительная) |
| Афиша            | (положительная) |
| Известия         | (положительная) |
| Ъ-Weekend        | (положительная) |
| Русский репортёр | (смешанная)     |

В целом «Прованс» получил положительные отзывы от критиков, музыкальных журналистов и программных директоров радиостанций, заняв первое место в «Экспертном чарте» портала RedStarMusic.ru за март и апрель 2011 года. Позже песня ещё шесть месяцев была в первой десятке данного чарта. На сайте Starland.ru писали, что в данной песне «певица приятно удивила своих слушателей и поклонников, изменив свой стиль исполнения». «Теперь певица пытается раскачать слушателей своей оптимистичной лирикой. Из „Города обмана“, в котором даже „мысли давят на полноту кармана“, Ёлка очень мелодично перебирается на юго-восток Франции», — отмечал Артём Авдюшин. На NewsMusic.ru отметили заводную мелодию, запоминающийся припев и «чарующий, непохожий ни на кого тембр голоса певицы» в композиции. Борис Барабанов в газете «Коммерсантъ» отмечал, что песня наложила на исполнительницу серьёзные обязательства, так как «такого всеобъемлющего, устраивающего все социальные страты хита страна не знала давно». Денис Ступников в KM.ru назвал композицию «великолепной» и писал, что «здесь и впрямь есть чего послушать: интригующее описание полёта из Борисполя в Париж („а там ещё немного — и Прованс“), упругие гитары, французские гармошки, мурлыкающие вокализы Ёлки создают чудесную атмосферу. Интриги добавляет и то, что в основу песни положена реальная история». Михаил Марголис в «Известиях» писал, что музыкальная тема «Прованса» может претендовать на звание «шлягер года» в 2011 году.
Юрий Сапрыкин в «Афише» отмечал, что «песен на русском, равных „Провансу“ по проникающей силе, не появлялось давно; и было бы наивно думать, что песня до такой степени накрыла страну просто потому, что она „хорошая“ или „красивая“; есть в ней какой-то невидимый гвоздь, который как раз и цепляет». Наталья Зайцева в «Русском репортёре» дала смешанную оценку песни. Журналист писала, что в песне нет ничего необычного («все тот же ритм, под который толстым тетенькам уютно танцевать на свадьбах, все тот же заурядный текст»), но отличают её от всей остальной поп-музыки две вещи: необычный вокал и «изощренная искренность». «Надо думать, что непосредственной, умной, обладающей хорошим голосом Ёлке, начинавшей свой путь с душераздирающей песни „Город обмана“, пришлось, очевидно, сильно себя поломать, чтобы съехать в примитив в духе Алены Апиной… В любом случае этот диссонанс уже создает драматизм, который выносит Ёлку за рамки бесцветной российской попсы и заставляет о ней говорить», — отмечала Наталья.
Александр Ковальчук в украинском издании «Вголос» дал негативную оценку композиции. По его мнению, песня имеет слишком много схожего с композицией «Every Breath You Take» группы The Police, «только в таком танговом варианте, демонстрирующем разрыв между идеализациями (фантазиями) и реальностью». Алексей Мажаев из InterMedia в обзоре альбома «Точки расставлены» упоминал о том, что поначалу над песней посмеивались, но после обнаружили, что она «волшебным образом покорила и околдовала практически всех». «В принципе, этой песни хватило для выхода Ёлки в высшую лигу российского попса», — посчитал рецензент. Николай Овчинников и Андрей Разумов из газеты Gaudeamus внесли композицию в список двенадцати самых знаковых песен 2011 года. Авторы положительно отозвались о композиции, отмечая, что на неё было сделано множество кавер-версий, что роднит её с песней Рианны: «„Прованс“ — с поправкой на наши реалии можно считать „русской Umbrella“. Песня про пилотов и самолёты стала, наверное, первым за долгое время российским поп-хитом, в котором музыка и текст были на равных, слово „аранжировка“ не было пустым звуком, а присущие российскому попу пошлости отсутствовали в принципе», — писали журналисты.
Композиция стала номинантом на премию Муз-ТВ 2011 года, в номинациях «Лучшая песня» и «Лучшее видео». «Прованс» победил в номинации «Лучшая песня» на премии RU.TV 2011 года, а также получил награду «Золотой граммофон». В декабре 2011 года сайт московского журнала Time Out включил композицию в список «100 песен, изменивших нашу жизнь», составленный редакцией. Борис Барабанов в «Коммерсантъ Weekend» назвал «Прованс» главным русскоязычным хитом 2011 года. Автор отмечал, что «появившаяся на свет, формально говоря, ещё в 2010-м», песня превратилась «чуть ли не в национальный гимн весной 2011». Олег Нестеров, генеральный продюсер лейбла «Снегири» и лидер группы «Мегаполис», назвал композицию главной поп-песней года, а Ёлку — главным поп-артистом. 28 декабря 2011 года, журнал «Афиша» опубликовал свой редакционный список самых ярких и запомнившихся российских поп-хитов за последние 20 лет, в который был включён «Прованс».

## Коммерческий успех
Песня ещё в октябре 2010 года попала в тройку хитов киевского радиочарта, а в первую неделю ноября возглавила чарт. Позже песня возглавила украинский радиочарт «ФДР Топ 40» и Ёлка прокомментировала это: «Наше первое место ещё раз подтверждает, что людям всё-таки нравятся те композиции, которые создаются искренне». Несмотря на успех на Украине, песня стала популярной в России только в начале 2011 года. Сингл попал в десятку лучших в январе, а позже возглавил радиочарт (в 3-ю неделю февраля), пробыв на первой строчке 7 недель подряд. В российском чарте цифровых синглов песня дебютировала 4 марта 2011 года на 10-й позиции. В следующие две недели песня поднялась до 7-го места. В восьмую неделю в чарте песня поднялась до 3-го места. Сингл занял шестое место в чарте самых скачиваемых цифровых треков в России за первое полугодие 2011 года.
По итогам 2011 года «Прованс» стал самой ротируемой композицией в странах СНГ, а Ёлка была признана самым ротируемым в радиоэфире исполнителем. Песня также стала первой по заказам радиослушателей и самой ротируемой в радиоэфире России. Помимо этого, по опросу среди музыкальных редакторов и программных директоров радиостанций СНГ, «Прованс» был назван «Лучшим российским радиохитом 2011 года». В годовом отчёте «Российская индустрия звукозаписи» компании 2М и Lenta.ru, «Прованс» занял тринадцатую строчку в чарте самых продаваемых цифровых треков в России за 2011 год, проведя в чарте восемнадцать недель и достигнув третьей позиции в недельных чартах.

## Музыкальное видео
Работа над музыкальным видео прошла в ноябре 2010 года. 19 ноября на Muz.ru появилась информация о том, что клип снят. Съёмки проходили в селе Шпитьки, под Киевом. Ёлка рассказала, что видео будет включать плетёную мебель и уютное кафе (упомянутые в песне), а также чёрную «Волгу», разъезжающую без водителя. Режиссёром видео стал Сергей Ткаченко, который также был и автором сценария. Во время съёмок Ёлка предстала в нескольких образах (в коктейльных платьях, чёрном тренче, в костюме стюардессы), созданных украинским дизайнером Лилией Литковской и стилистом Ольгой Слонь. По сюжету клип — это мини-комедия, где в пейзажи Прованса вписывается отечественная «Волга». Как говорил режиссёр, видео снято в стилистике мюзикла, а съёмки заняли двадцать часов, с постоянной сменой декораций. Премьера клипа состоялась 8 декабря 2010 года на канале Ello (YouTube). Видео попадало в рейтинг самых популярных российских видеоклипов. В апреле 2011 оно заняло седьмую строчку в топ-15, с более чем четырьмя миллионами просмотров. К октябрю 2011 года просмотры клипа превысили восемь с половиной миллионов раз.
На сайте Modals.biz клип был описан положительно. В издании отмечали, что видео представляет «совершенно новое виденье привычной нам певицы. Из классной, крутой, феерично-бесшабашной Ёлки она превратилась в милую, таинственную француженку на высоких каблуках». Видео было помещено на первую строчку в списке «20 поп-клипов года», составленного Алексеем Мажаевым для «Звуков.ру». «Песня, конечно, так легла на уши, что и клип ей не очень-то нужен. Однако Ёлка в нескольких неоднозначных и неожиданных образах выглядит здорово, — как и чёрная „Волга“ ГАЗ-24 в одной из главных ролей», — писал журналист.

## Исполнение
В конце декабря 2010 года в киевском дворце «Украина» прошли съёмки новогодней телепередачи «Вечерний квартал». Ёлка посетила съёмки, где приняла участие в юмористическом номере, пародирующим «Х-Фактор» и исполнила две песни: «Ты на свете есть» и «Прованс». Певица исполнила песню 8 января 2011 года в ходе гала-концерта первого сезона украинского шоу «Х-Фактор». В номере участвовали участницы проекта, исполнившие танцевальный номер. После исполнения композиции зал аплодировал певице стоя. В конце марта 2011 года артистка посетила украинское телевизионное шоу «Танцы со звёздами». Ёлка снова исполнила две композиции: «Прованс» и «Ты на свете есть». В конце выступления певица призналась, что «этим выступлением хотела поддержать всех участников, понимая, как сложно учиться мастерству танца с ноля».
Во время проведения кастинга второго сезона шоу «Х-Фактор», в Одессе, члены жюри устроили Ёлки сюрприз на её день рождения, исполнив «Прованс». На сцену вышли Игорь Кондратюк, Сергей Соседов, Серёга и участники первого сезона программы, к которым присоединились сотрудники канала СТБ. «Этот коллектив единственный, кому удалось спеть „Прованс“ лучше, чем я! …Второй год отмечаю свой день рождения на проекте! Признаюсь, я понимала, что для меня приготовили какой-то сюрприз. Надо отдать должное всем, кто находился рядом — никто не раскололся! В какой-то момент произошла техническая заминка, у меня выключился микрофон — абсолютно стандартная ситуация. Коллеги из жюри, воспользовавшись паузой, ушли по своим делам. Тут-то и появился на сцене „хор“ с моей песней „Прованс“. Это было прекрасное выступление. Отдельное спасибо Соседову — он очень красиво пел мои „а-а-а“ в „Провансе“», — призналась позже певица.
3 июня 2011 года Ёлка посетила премию Муз-ТВ, где исполнила номер под композицию. 12 июня певица исполнила композицию на Красной площади в Москве, где выступала в честь Дня России. Ёлка открывала концерт, который шёл в прямом эфире по телевидению. В конце 2011 года артистка исполнила песню на церемонии вручения наград премии «Золотой граммофон», в московском Кремлёвском дворце. Песня исполнялась также на концертах певицы как в России, так и на Украине. На презентации альбома «Точки расставлены» 18 ноября в московском клубе Arena Moscow певица открывала и закрывала концерт «Провансом». 14 февраля 2012 года Ёлка исполнила композицию совместно с песней «Около тебя» на концерте радиостанции Love Radio «Big Love Show 2012» в московском СК «Олимпийский».

## Другие версии песни
Из-за своей популярности песня была много раз перепета обычными людьми, которые выкладывали самодельные ролики на YouTube, но наибольшую известность в интернете получила версия Марата Гельмана, известного галериста, директора Пермского музея современного искусства «PERMM». Марат исполнил песню в пешеходном тоннеле, под аккомпанемент бывшего главного редактора интернет-газеты «Соль» Ивана Колпакова и группы Mars needs lovers. Ролик с исполнением позже был выложен на YouTube. Юрий Сапрыкин в «Афише» назвал данное выступление «совершенно инфернальным». Наталья Зайцева в «Русском репортёре» отмечала, что исполнение «пермским просветителем» Маратом Гельманом «Прованса» в переходе под айпады стало само по себе перформансом. В июле 2011 года во время проведения в Казахстане фестиваля «МузыКАР», российская поп-рок группа «Градусы» исполнила кавер-версию композиции. Позже группа снова исполняла песню, на своём московском концерте в клубе MILK.
8 марта 2011 года на праздничном концерте «8 марта в большом городе» в Киеве Сергей Зверев исполнил свою версию «Прованса». В апреле композиция была исполнена Ириной Дубцовой и Натальей Подольской в телевизионном шоу «Фабрика звёзд. Возвращение». Песня стала победителем в голосовании на портале «Красная Звезда», вследствие чего певицы, являвшиеся победителями предыдущего концерта, сделали совместный номер, открывший концерт. «Мурзилки International» записали свою пародию на песню в эфире «Авторадио». Темой пародии стало разбирательство в Росавиакосмосе, в связи с утратой трёх спутников ГЛОНАСС. 19 июня 2011 года в эфире телепередачи «Большая разница» прозвучала пародия на песню, исполненная Нонной Гришаевой. Темой пародии стало опубликование названия нового автомобиля «Ё-мобиль».В 2016 году певец Burito выпустил трек ''Мегахит'' в котором использовался проигрыш этой песни

## В телевидении, спорте и медиа
В феврале 2011 года стало известно, что композиция вошла в саундтрек к телесериалу «Новости», вышедшему в эфире канала СТС. Ёлка рассказывала, что песня хорошо вписалась в сюжет сериала:

Я очень люблю сериалы с хорошим чувством юмора. Правда, не имею возможности быть постоянным зрителем и следить за сюжетом, так как часто бываю не в Москве. Как мне кажется, песня «Прованс» должна хорошо вписаться в канву сериала «Новости». Ведь сама песня — лёгкая и, прямо скажем, совсем не серьёзная! Она с определённой иронией, и, наверное, именно в этом и есть связующее звено — ведь нужно иметь немалую долю самоиронии, чтобы в прямом эфире говорить о своих сугубо личных делах!— Ёлка
По сообщениям издания «Советский спорт», «Прованс» является неофициальным гимном тюменской хоккейной команды «Рубин», первого чемпиона Высшей хоккейной лиги. По словам Антона Носова, нападающего команды, композиция стала её талисманом: «В одном из первых матчей сезона включили в раздевалке песню Ёлки „Прованс“, — и мы выиграли! Ну и как после такого можно было её не ставить дальше? Сами видите, чем все это закончилось», — говорил хоккеист. Его слова подтвердил Мисхат Фахрутдинов, главный тренер «Рубина»: «В начале сезона ребята активно ставили в раздевалке две песни — „Прованс“ Ёлки и ещё одну со словами „На первом месте, тра-та-та“. Не слышали? Вот и я не в курсе, кто исполнитель. Но постепенно осталась только Ёлка». Также известно, что футбольная команда ЦСКА праздновала победу в Кубке России под «Прованс».
В середине декабря 2011 года украинское отделение поисковика Google опубликовало рейтинг самых популярных запросов на Украине. В него, в том числе, вошёл и запрос на слово «Прованс» (3 место по популярности), совместно с вопросом «что это такое?». На сайте «Медианяня» посчитали, что за это нужно «сказать спасибо» Ёлке, так как «благодаря её популярной песне народ повторил географию». Упоминание о песне «Прованс» есть так же в книге Марии Орловой и Геннадия Климова «Пособие для будущего президента». Описывая, как музыка может помочь в развитии определённой территории, авторы писали, что «сегодня песня певицы Ёлки „Прованс“ также немало способствует российскому туристическому потоку на юг Франции».

## Влияние на популярную культуру
С другой же стороны, а что ещё так объединяет, как не поп-музыка? Вот, например, есть песня «Прованс» певицы Ёлки — это вообще гимн, наверное, поколения. Она объединяющая, близка и белоленточникам, и чернорубашечникам, она всем нравится. Потому что «уютное кафе с плетеной мебелью» — это близко любому человеку, и об этом, как ни странно, можно петь. И поэтому я к поп-культуре с огромным интересом отношусь, конечно.
Журналисты и музыкальные критики отмечали, что «Прованс» помог Ёлке попасть в мейнстрим популярной музыки. Одновременно с этим её четвёртый студийный альбом оказался отличным от того, что предлагает современная русскоязычная поп-музыка: «Точки расставлены» был высоко оценен в музыкальной прессе и был назван более зрелой и качественной работой, в которой также сохранилось влияние ритм-н-блюза и рока, но добавилась большая доля соула, регги и поп-музыки. Благодаря «Провансу» новый релиз певицы стал одним из самых коммерчески успешных в России и возглавлял национальный чарт продаж альбомов. На Украине исполнительница два года подряд попадала в список самых успешных деятелей в области шоу-бизнеса.
Ёлка получила значительное внимание публики и прессы и о ней стали писать, как о «новой звезде», хотя её карьера началась ещё в 2005 году. В «Комсомольской правде» отмечали, что за последние два года критика и публика «вознесли [Ёлку] до небес» и всё чаще стали называть её «чуть ли не первой достойной исполнительницей, появившейся после Земфиры, а также главной надеждой русской эстрады»: «…под этот Новый год её буквально рвали на части. И всё благодаря затейливой песенке про Прованс, которая буквально вытолкнула певицу на большую сцену из её „клубной“ ниши, где она пела лет пять насмешливые песенки типа „Мальчик-красавчик“ и „Девочка в маленьком Пежо“», — писала Елена Лаптева, отмечая, что альбом «Точки расставлены» укрепил её в статусе «сверхновой». В обзоре концерта певицы в московском СК «Олимпийский», Гуру Кен писал, что «теперь именно она [Ёлка] задает тренды во всей отечественной поп-музыке. Что же за тренды? Максимум живого звука на концерте (но не целиком!), отменный вокал, умение проживать песню, микс из евро-попа и ритм-н-блюза во всевозможных конфигурациях». Журналист, отмечая аншлаг на концерте, посчитал, что массовая публика позволит Ёлке исполнять более экспериментальную музыку («интеллигентный ритм-н-блюз с регги») только до тех пор, пока у неё будут выходить такие хиты, как «Прованс» и «Около тебя». Михаил Марголис в «Известиях» писал, что «Прованс» принёс исполнительнице широкую известность: «Стильный этюд о беспроблемном перелете романтичной красотки из Борисполя во Францию вознёс Елку в 2011-м на макушку популярности, откуда она спускаться пока не хочет», — и сравнивал степень её популярности в России с успехом Адель по всему миру.
Помимо того, что Ёлка стала задавать тренды в шоу-бизнесе, после выпуска «Прованса» её стали упоминать в числе тех исполнителей, которые формируют новую волну в русскоязычной поп-музыке, ориентированную на зарубежное качество записи. Певицу включали в этот список наряду с Иваном Дорном и Нюшей. Музыкальный критик Булат Латыпов относил Ёлку к новой волне украинской поп-музыки.

## Список композиций
- Украинский цифровой сингл[82]

| №  | Название                                                    | Автор(ы)          | Длительность |
| -- | ----------------------------------------------------------- | ----------------- | ------------ |
| 1. | «Прованс»                                                   | Егор Солодовников | 3:24         |
| 2. | «Прованс» (Dj Kirill Clash & Dj Dmitry Nema official remix) | Егор Солодовников | 3:42         |

## Участники записи
| - Ёлка — вокал - Егор Солодовников — автор (слова и музыка) - Константин Меладзе — саунд-продюсер. - Сергей Грачёв — аранжировка - Павел Гавронов — программинг ударных, перкуссии, синтезаторных партий и басовой партии клавишные | - Сергей Ребрик — звукорежиссёр - Михаил Баньковский — гитара - В. Пушкарь — тромбон - А. Сашальский — аккордеон - А. Малиборская — бэк-вокал |

## Чарты
| Страна/территория (Чарт)                    | Высшая Позиция |
| ------------------------------------------- | -------------- |
| Россия (Tophit Российский Топ-100)          | 1              |
| Россия (Tophit Московский Топ-100)          | 1              |
| Россия (Tophit Санкт-Петербургский Топ-100) | 1              |
| Россия (2М Топ 10. Цифровые треки)          | 3              |
| СНГ (Tophit Общий Топ-100)                  | 1              |
| СНГ (Tophit Топ-100 по заявкам)             | 1              |
| Украина (Tophit Украинский Топ-100)         | 1              |
| Украина (Tophit Киевский Топ-100)           | 1              |

| Страна/территория (Чарт, 2010)     | Высшая Позиция |
| ---------------------------------- | -------------- |
| Россия (Tophit Российский Топ-100) | 72             |
| Россия (Tophit Топ-100 по заявкам) | 49             |
| СНГ (Tophit Общий Топ-100)         | 155            |
| Украина (Tophit Киевский Топ-100)  | 114            |

| Страна/территория (Чарт, 2011)      | Высшая Позиция |
| ----------------------------------- | -------------- |
| Россия (Tophit Российский Топ-100)  | 1              |
| Россия (Tophit Топ-100 по заявкам)  | 2              |
| Россия (2М Топ 25. Цифровые треки)  | 13             |
| СНГ (Tophit Общий Топ-100)          | 1              |
| Украина (Tophit Украинский Топ-100) | 5              |
| Украина (Tophit Киевский Топ-100)   | 5              |

## Номинации и награды
| Год  | Награда           | Номинированная работа | Категория    | Результат |
| ---- | ----------------- | --------------------- | ------------ | --------- |
| 2011 | Премия Муз-ТВ     | «Прованс»             | Лучшая песня | Номинация |
| 2011 | Премия Муз-ТВ     | Клип «Прованс»        | Лучшее видео | Номинация |
| 2011 | Премия RU.TV      | «Прованс»             | Лучшая песня | Победа    |
| 2011 | Золотой граммофон | «Прованс»             | Песня        | Победа    |

### Рейтинги и списки
| Издание    | Страна     | Рейтинг/список                                                                         | Год  | Источник |
| ---------- | ---------- | -------------------------------------------------------------------------------------- | ---- | -------- |
| TimeOut    | Россия     | «100 песен, изменивших нашу жизнь»                                                     | 2011 | [ 6 ]    |
| «Афиша»    | Россия     | «Самые яркие и запомнившиеся российские поп-хиты за последние 20 лет»                  | 2011 | [ 10 ]   |
| Tophit     | Россия/СНГ | «Лучший российский радиохит 2011 года» (по опросу музыкальных редакторов радиостанций) | 2011 | [ 41 ]   |
| «Звуки.ру» | Россия     | «20 поп-клипов года» (1 место)                                                         | 2011 | [ 16 ]   |